# Acid metatartaric
Acid metatartaric là một phụ gia thực phẩm.  Về mặt hóa học, đây là một loại lacton polymer có thành phần thay đổi và trọng lượng phân tử khác nhau thu được thông qua phản ứng khử nước bằng cách đun nóng tartaric acid.

## Sử dụng
Acid metatartaric là một phụ gia thực phẩm, có số E là E353 và được phân loại là chất điều chỉnh độ acid. Chất được thêm vào rượu vang để ngăn chặn kali bitartrat và calci tartrat kết tủa.